# Nachal Moda
Nachal Moda (hebrejsky: נחל מודע) je vádí v severním Izraeli, na rozmezí pohoří Gilboa a Bejtše'anského údolí, jež je součástí příkopové propadliny okolo řeky Jordán)
Začíná v nadmořské výšce okolo 100 metrů pod úrovní moře, na úpatí pohoří Gilboa, v zemědělsky intenzivně využívaném regionu Bejtše'anského údolí. Nachází se tu západně od vesnice Rešafim turisticky využívaný pramen Ejn Moda (עין מודע). Od něj vádí směřuje k jihovýchodu rovinatou krajinou. Zprava do něj ústí vádí Nachal Cvija. V této zemědělsky využívané oblasti je ale vodní režim změněn kvůli rozsáhlým melioračním zásahům a vádí je tu svedeno do umělých vodotečí, které směřují k jihu přičemž sbírají všechny sezónní toky přitékající z hor Gilboa, a nakonec jsou napojeny na řeku Jordán. Ze severu je do tohoto systému napojeno například vádí Nachal Jicpor.